# Aeroportul Tampa Padang
Aeroportul Tampa Padang (IATA: MJU, ICAO: WAWJ) este un aeroport din Kalukku⁠(d), Mamuju⁠(d), Sulawesi Barat⁠(d), Indonezia ce deservește zona Mamuju⁠(d).
Situat la o altitudine de 2 m, aeroportul dispune de o singură pistă.